# تقيؤ دموي
تقيؤ دموي (بالإنجليزية: Hematemesis)‏ هو تقيؤ دم أحمر - (بعكس القيء الأسود) - مصدره الجزء العلوي من الجهاز الهضمي.  قد يخلط المريض بين القيء الدموي ونفث الدم من الأنف.

## أسبابه
- التهوع بقوة ولفترات طويلة (قد يسبب تمزق في الأوعية الدموية الصغيرة في الحلق أو المريء، وإنتاج خطوط أو شرائط من الدم في القيء، ويسمى متلازمة مالوري فايس).
- إصابة أو جروح داخل الفم
- بعض اضطرابات التجلط وقلة الصفائح الدموية
- قرحة المريء والمعدة والاثنا عشر.
- تقيؤ الدم المبلوع بعد النزيف في التجويف الفموي أو الأنف أو الحلق
- تعطل الأوعية الدموية من الجهاز الهضمي، مثل نزيف دوالي المعدة أو الأمعاء
- أورام المعدة أو المريء.
- التسمم الإشعاعي
- الحمى النزفية الفيروسية
- التهاب المعدة والأمعاء
- التهاب المعدة
- القرحة الهضمية
- التهاب الكبد الفيروسي المزمن
- البلهارسيا المعوية (الناجم عن طفيلي البلهارسيا المعوية)
- التدخين
- علاج المنشأ من الإصابات (الإجراء الغازي (الاجتياحي) مثل المنظار أو عبر المريء وتخطيط صدى القلب)

## العلاج
يتم التعامل مع التقيؤ الدموي كما في حالات الطوارئ الطبية. الفرق الأكثر حيوية هو ما إذا كان فقدان الدم يكفي للتسبب بصدمة.

### الحد الأدنى من فقدان الدم
إذا لم تكن هذه هي الحالة، يُصرف للمريض بشكل عام مثبطات مضخة البروتون (مثل: اوميبرازول)، نظرًا لعمليات نقل الدم (إذا كان مستوى الهيموغلوبين منخفضة للغاية، وهذا هو أقل من 8.0 غ / دل أو 4,5-5,0 مليمول / لتر) ، ويبقى المريض من غير أكل أو شرب حتى يتم ترتيب التنظير. ويتم ذلك عن طريق توصيل وريدي كاف (أنابيب ذات تجويف كبير أو القسطرة الوريدية المركزية) وبشكل عام يتم الحصول عليها في حال كان المريض يعاني من نزيف آخر وأصبح غير مستقر.

### فقد ملحوظ للدم
أهم ما في حالة «الدورة الدموية» لقيء الدم، هو صدمة نقص حجم الدم، فالإنعاش يشكل أولوية فورية لمنع السكتة القلبية. ويدير الدم أو السوائل أو كليهما، ويفضل أن يكون ذلك عن طريق القسطرة الوريدية المركزية، ويتم تحضير المريض للتنظير في حالات الطوارئ. وعادة ما يطلب رأي الجراحية في حالة عدم معرفة مصدر النزيف بالتنظير، وضرورة عملية الاستكشاف البطني. تأمين مجرى الهواء يمثل أولوية قصوى لدى المرضى الذين لديهم قيء الدم، ولا سيما مع من لديه اضطراب وتشوش في مستوى الوعي والإدراك (اعتلال الدماغ والكبد للمرضى الذين لديهم دوالي مريئية) يمكن أن يكون عقد أنبوب القصبة الهوائية خيار لإنقاذ حياتهم.